# Polia conspicua
Polia conspicua là một loài bướm đêm trong họ Noctuidae.